# Superfície paramètrica
Una superfície paramètrica és una superfície de l'espai euclidià {\displaystyle \mathbb {R} ^{3}} que es defineix per una equació paramètrica amb dos paràmetres {\displaystyle \mathbf {r} :\mathbb {R} ^{2}\to \mathbb {R} ^{3}}. La representació paramètrica és una manera molt general d'especificar una superfície, així com la representació implícita. Les superfícies que es donen en dos dels principals teoremes del càlcul vectorial, el teorema de Stokes i el teorema de la divergència, es donen sovint en forma paramètrica. La curvatura i la longitud de l'arc de les corbes a la superfície, l'àrea superficial, els invariants geomètrics diferencials com la primera i la segona formes fonamentals, gaussiana, la mitjana i les curvatures principals es poden calcular a partir d'una parametrització determinada.

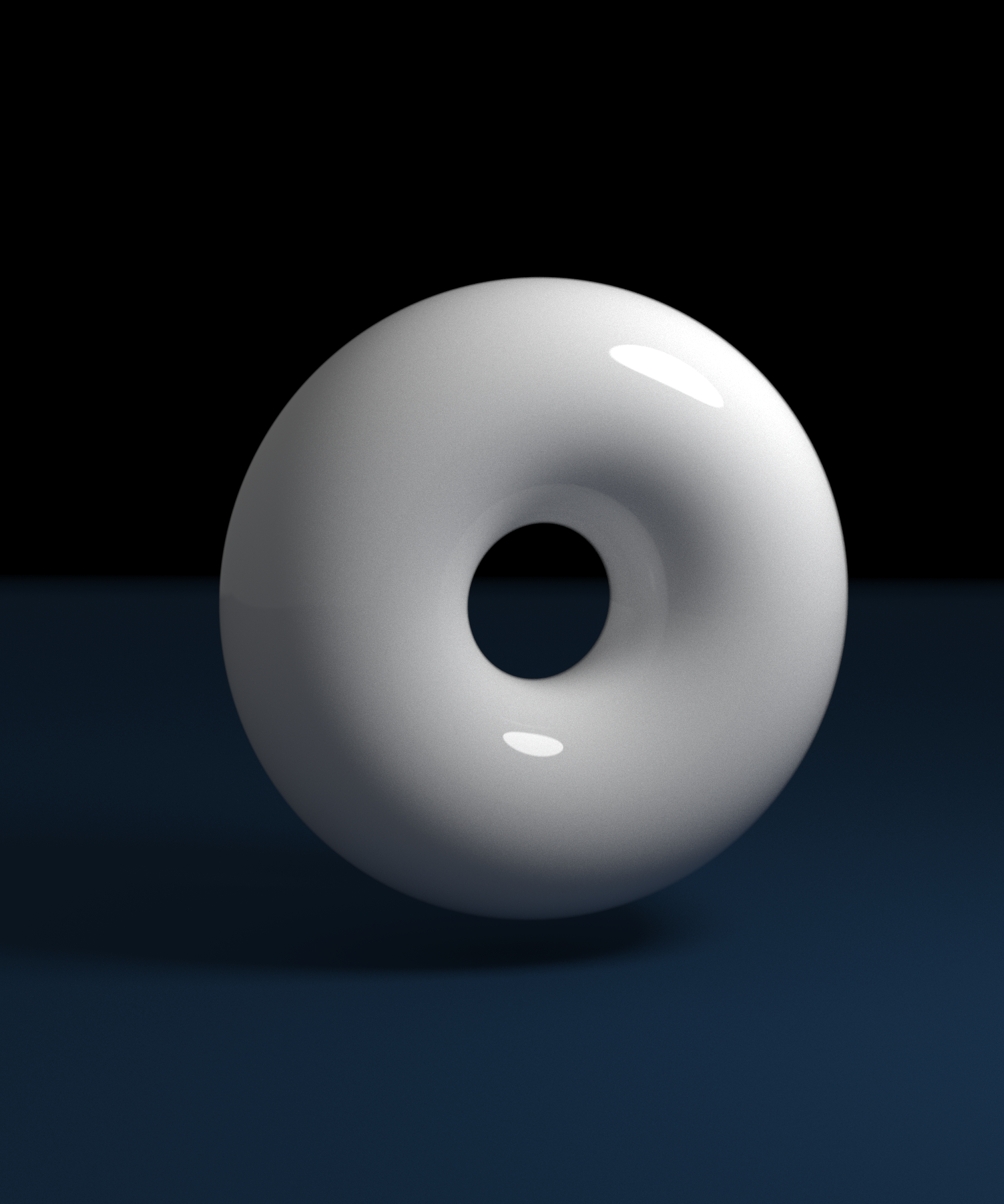
Torus, creat amb equacions:

## Exemples
- El tipus més simple de superfícies paramètriques ve donat pels gràfics de funcions de dues variables:[3]Superfície paramètrica formant un nus de trèvol, detalls de l'equació al codi font adjunt.{\displaystyle z=f(x,y),\quad \mathbf {r} (x,y)=(x,y,f(x,y)).}

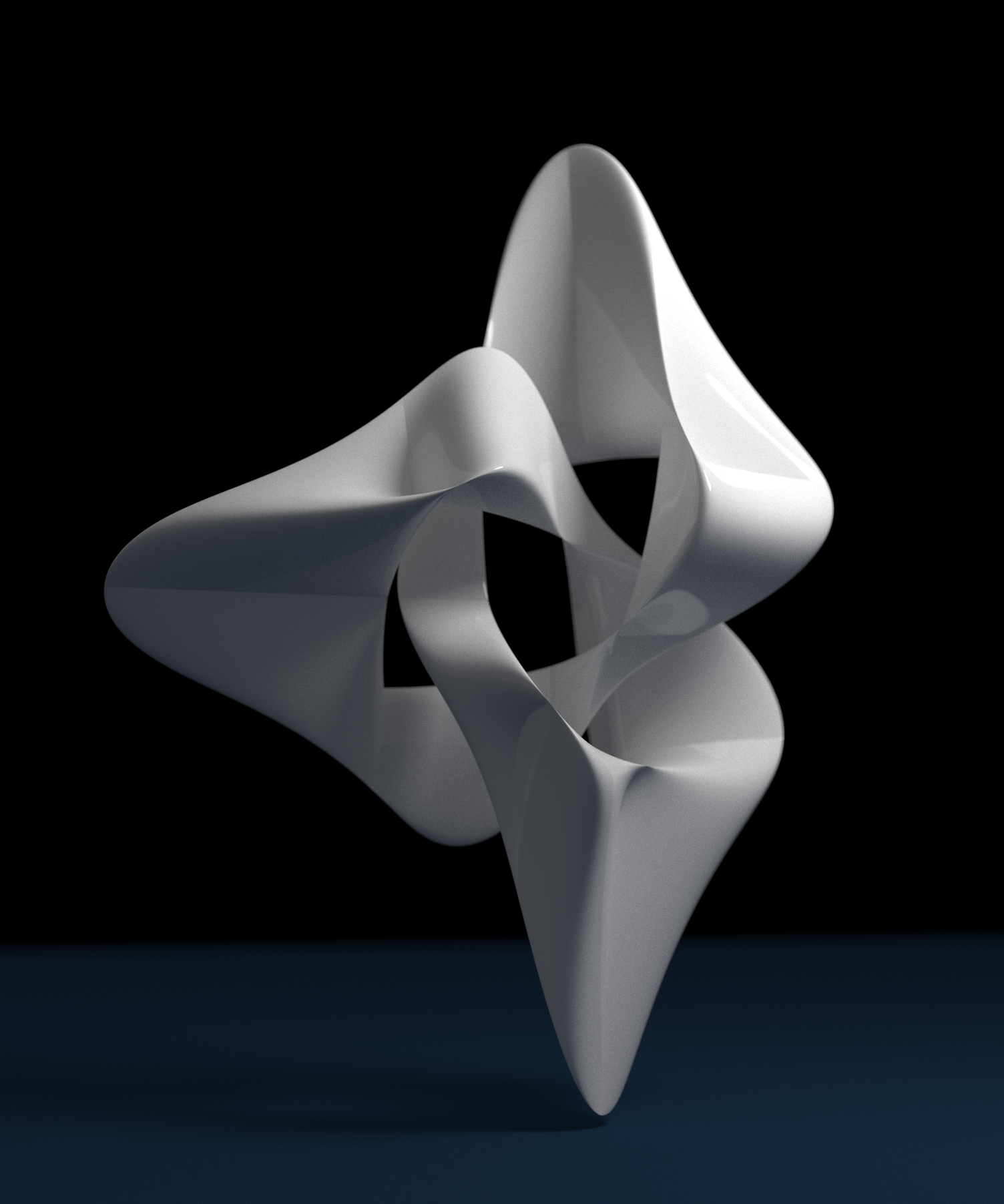
Superfície paramètrica formant un nus de trèvol, detalls de l'equació al codi font adjunt.

- Una superfície racional és una superfície que admet parametritzacions per una funció racional. Una superfície racional és una superfície algebraica. Donada una superfície algebraica, normalment és més fàcil decidir si és racional que calcular la seva parametrització racional, si existeix.
- Les superfícies de revolució donen una altra classe important de superfícies que es poden parametritzar fàcilment. Si la gràfica z = f(x), a ≤ x ≤ b es gira al voltant de l'eix z, aleshores la superfície resultant té una parametrització També es pot parametritzar demostrant que, si la funció f és racional, aleshores la superfície és racional.{\displaystyle \mathbf {r} (u,\phi )=(u\cos \phi ,u\sin \phi ,f(u)),\quad a\leq u\leq b,0\leq \phi <2\pi .}També es pot parametritzar {\displaystyle \mathbf {r} (u,v)=\left(u{\frac {1-v^{2}}{1+v^{2}}},u{\frac {2v}{1+v^{2}}},f(u)\right),\quad a\leq u\leq b,} demostrant que, si la funció f és racional, aleshores la superfície és racional.
- El cilindre circular recte de radi R al voltant de l'eix x té la següent representació paramètrica: {\displaystyle \mathbf {r} (x,\phi )=(x,R\cos \phi ,R\sin \phi ).}
- Utilitzant les coordenades esfèriques, l'esfera unitat es pot parametritzar per{\displaystyle \mathbf {r} (\theta ,\phi )=(\cos \theta \sin \phi ,\sin \theta \sin \phi ,\cos \phi ),\quad 0\leq \theta <2\pi ,0\leq \phi \leq \pi .} Aquesta parametrització es trenca als pols nord i sud on l'angle azimut θ no es determina de manera única. L'esfera és una superfície racional.

La mateixa superfície admet moltes parametritzacions diferents. Per exemple, el pla z de coordenades es pot parametritzar com {\displaystyle \mathbf {r} (u,v)=(au+bv,cu+dv,0)} per a qualsevol constant a, b, c, d tal que ad − bc ≠ 0, és a dir, la matriu {\displaystyle {\begin{bmatrix}a&b\\c&d\end{bmatrix}}} és invertible.